# Disco rígido híbrido
Em computação, um disco rígido híbrido (também conhecido pelo acrônimo SSHD) é um dispositivo de armazenamento lógico ou físico que combina  unidade de estado sólido (SSD) de memória flash com a tecnologia de unidade de disco rígido (HDD), com o objetivo de adicional um pouco da velocidade dos SSDs a uma capacidade de armazenamento de HDDs tradicionais a custo efetivo. O propósito do SSD em um dispositivo híbrido é agir como uma unidade de armazenamento temporário para os dados armazenados no HDD, melhorando o desempenho global por meio da permanência de cópias dos dados usados com mais frequência no SSD.

## Tipos

Uma comparação de alto nível de projetos de SSHD e dual-drive ou FCM

Existem duas principais tecnologias de armazenamento "híbrido" que combinam memória flash NAND, ou SSDs, com a tecnologia de HDD: sistemas híbridos dual-drive e discos híbridos de estado sólido.

### Sistemas híbridos dual-drive
Sistemas híbridos dual-drive combinam o uso de dispositivos SSD e HDD separados instalados no mesmo computador. Otimizações de desempenho global são geridos pelo usuário do computador (por colocar manualmente os dados mais freqüentemente acessados em um SSD), ou pelo software do sistema operacional do computador (através da combinação de SSDs e HDDs em volumes híbridos, de forma transparente para os usuários finais). Exemplos de implementações de volumes híbridos em sistemas operacionais são bcache e dm-cache no Linux, e o Fusion Drive da Apple.

### Unidade híbrida de estado sólido
Solid-state hybrid drive (SSHD) refere-se aos produtos que incorporam uma quantidade significativa de memória flash NAND em uma unidade de disco rígido (HDD), resultando em um único dispositivo integrado. O SSHD é um termo mais preciso do que o termo mais geral unidade híbrida, que foi previamente usado para descrever dispositivos SSHD e combinações não-integradas de unidades de estado sólido (SSDs) e unidades de disco rígido.